# 易坏环肋螺
易坏环肋螺（学名：Plectotropis demolita）是柄眼目堅齒螺科巴蜗牛亚科环肋螺属的一种。

## 分佈
主要分布于中国大陆重慶城口及四川省東南部一帶，常栖息在丘陵山區，農田附近灌木叢、草叢中、落葉、石塊下多腐殖質陰暗潮濕的環境。

## 外部連結
- 維基物種上的相關：易坏环肋螺